# Coupe de France 1950/51
Der Wettbewerb um die Coupe de France in der Saison 1950/51 war die 34. Ausspielung des französischen Fußballpokals für Männermannschaften. In diesem Jahr wurde erstmals in der Pokalgeschichte eine vierstellige Zahl meldender Vereine erreicht: exakt 1.010 Klubs wollten die Coupe gewinnen.
Titelverteidiger war Stade Reims, der in diesem Jahr bereits frühzeitig ausschied. Gewinner der Trophäe wurde der Racing Club de Strasbourg. Dies war sein erster Pokalsieg bei der dritten Finalteilnahme nach 1937 und 1947. Für Endspielgegner US Valenciennes war es die erste und bis heute (2009) einzige Finalteilnahme. Die Elf aus dem nordfranzösischen Bergbaurevier war erst der vierte Zweitdivisionär seit Einführung des professionellen Fußballs, der bis ins Endspiel vorstieß – nach Racing Roubaix (1933, als Amateure), OFC Charleville (1936) und RC Lens (1948).
Amateurklubs konnten sich in dieser Saison nicht sonderlich hervortun; mit dem Erreichen des Achtelfinales kamen die drittklassigen FC Annecy und erneut die „Arbeiterfußballer aus den Ardennen“ von der UA Sedan-Torcy am weitesten.
Nach den von den regionalen Untergliederungen des Landesverbands FFF organisierten Qualifikationsrunden griffen ab der Runde der letzten 64 Mannschaften auch die 18 Erstligisten in den Wettbewerb ein. Die Paarungen wurden für jede Runde frei ausgelost. Spiele fanden grundsätzlich auf neutralem Platz statt, die Einnahmen wurden geteilt. Endete eine Begegnung nach Verlängerung unentschieden, wurden solange Wiederholungsspiele ausgetragen, bis ein Sieger feststand.

## Zweiunddreißigstelfinale
Spiele am 14. Januar 1951. Die Vereine der beiden professionellen Ligen sind mit D1 bzw. D2 bezeichnet, diejenigen der landesweiten Amateurspielklasse mit CFA, die höchsten regionalen Amateurligen als DH bzw. PH („Division d’Honneur“ bzw. „Promotion d’Honneur“).
| - FC Metz D1 – Stade Reims D1 3:1 - SO L’Isle DH – FC Scionzier CFA 1:0 - Olympique Lille D1 – US Quevilly CFA 4:1 - Olympique Marseille D1 – AC Amiens D2 2:0 - Racing Paris D1 – AS Béziers D2 3:0 - SO Merlebach CFA – CS La Voulte Valence DH 4:0 - AS Monaco D2 – US Blanzy-Montceau CFA 4:2 - SO Montpellier D2 – RC Lens D1 2:1 - Chamois Niort CFA – Stade Macau DH 4:1 - SC Draguignan CFA – LB Châteauroux CFA 5:1 - FC Annecy CFA – CA Vitry DH 2:0 - ES Bully CFA – AS Cherbourg-Stella DH 3:2 n. V. - Le Havre AC D1 – FC Toulouse D1 4:1 - USO Bruay CFA – EA Guingamp DH 3:0 - OGC Nizza D1 – FC Gueugnon CFA 2:0 - Girondins Bordeaux D1 – SM Caen CFA 2:1 | - RCFC Besançon D2 – AS Cannes D2 4:2 - CA Paris D2 – CA Le Puy CFA 3:0 - Olympique Alès D2 – CO Roche-la-Molière CFA 2:1 - SC Fouquières DH – AS Poissy DH 3:2 - ES Thaon DH – SR Delle DH 3:0 - US Valenciennes D2 – RC Calais PH 4:1 - FC Nancy D1 – Stade Saint-Germain DH 6:1 - Sporting Toulon D2 – Olympique Lyon D2 2:0 - RC Strasbourg D1 – Olympique Nîmes D1 5:3 - FC Sochaux D1 – US Le Mans D2 1:0 - FC Sète D1 – SC La Bastidienne Bordeaux PH 3:1 - UA Sedan-Torcy DH – SPN Vernon CFA 1:0 - AS Saint-Étienne D1 – CO Roubaix-Tourcoing D1 1:0 - Stade Rennes UC D1 – CA Montreuil CFA 1:0 - Stade Français Paris D1 – Arago Sports Orléans CFA 2:1 - AS Troyes-Savinienne D2 – Stade Quimper CFA 5:2 |

## Sechzehntelfinale
Spiele am 4., Wiederholungsmatch am 11. Februar 1951
| - Olympique Lille D1 – FC Sochaux D1 1:0 - Olympique Marseille D1 – USO Bruay CFA 4:0 - Racing Paris D1 – SC Draguignan CFA 3:0 n. V. - SO Montpellier D2 – ES Bully CFA 5:1 - FC Annecy CFA – AS Monaco D2 2:1 - Le Havre AC D1 – SO L’Isle DH 2:1 - OGC Nizza D1 – Stade Rennes UC D1 6:1 - RCFC Besançon D2 – SC Fouquières DH 0:0 n. V., 6:2 | - Olympique Alès D2 – Chamois Niort CFA 3:2 n. V. - US Valenciennes D2 – CA Paris D2 2:0 - FC Nancy D1 – Girondins Bordeaux D1 2:1 - RC Strasbourg D1 – ES Thaon DH 2:1 - UA Sedan-Torcy DH – FC Sète D1 4:0 - AS Saint-Étienne D1 – SO Merlebach CFA 3:0 - Stade Français Paris D1 – Sporting Toulon D2 5:1 - AS Troyes-Savinienne D2 – FC Metz D1 3:1 |

## Achtelfinale
Spiele am 25. Februar 1951
| - Racing Paris D1 – RCFC Besançon D2 4:0 - Le Havre AC D1 – Olympique Marseille D1 1:0 - OGC Nizza D1 – SO Montpellier D2 2:0 n. V. - US Valenciennes D2 – Olympique Lille D1 2:1 | - FC Nancy D1 – Olympique Alès D2 6:1 - RC Strasbourg D1 – FC Annecy CFA 3:0 - AS Saint-Étienne D1 – UA Sedan-Torcy DH 3:1 - Stade Français Paris D1 – AS Troyes-Savinienne D2 2:1 |

## Viertelfinale
Spiele am 18., Wiederholungsmatches am 29. März und 5. April 1951
| - US Valenciennes D2 – Racing Paris D1 2:2 n. V., 1:0 - FC Nancy D1 – Stade Français Paris D1 3:1 | - RC Strasbourg D1 – OGC Nizza D1 5:3 - AS Saint-Étienne D1 – Le Havre AC D1 0:0 n. V., 0:0 n. V., 5:1 |

## Halbfinale
Spiele am 15. April 1951
| - US Valenciennes D2 – AS Saint-Étienne D1 3:1 | - RC Strasbourg D1 – FC Nancy D1 3:1 |

## Finale
Spiel am 6. Mai 1951 im Stade Olympique Yves-du-Manoir in Colombes vor 61.492 Zuschauern
- RC Strasbourg – US Valenciennes 3:0 (2:0)

### Mannschaftsaufstellungen
Auswechslungen waren damals nicht möglich.
RC Strasbourg: Lucien Schaeffer – René Hauss, Michel Wawrzyniak , René Démaret – Raymond Krug, Aleksandrs Vanags – Andrej Prean Nagy, Michel Jacques, Claude Battistella, René Bihel, Edmond Haan
Trainer : Charles Nicolas
US Valenciennes: Félix Witkowski  – Antoine Pazur, Simon Blaczyk, Marcel Gaillard – Gregor Izidorczyk, Émile Wassmer – Carlos Verdeal, Marcel Léturgeon, Émile Vrand, Marius Rozé, Pierre Goffart
Trainer : Henri Pérus
Schiedsrichter: Paul Olivia (Marseille)

### Tore
1:0 Bihel (24.)

2:0 Krug (34.)

3:0 Nagy (87.)

### Besondere Vorkommnisse
Der einzige Spieler, der mit Racing Strasbourg bereits 1947 im Finale gestanden hatte, war der in Lettland geborene Aleksandrs Vanags. Stürmer René Bihel dagegen hatte die Coupe sogar schon einmal gewonnen – das war 1946 mit Olympique Lille.
Nachdem der Zweitdivisionär aus Valenciennes bei seinem Parcours bis ins Endspiel drei Mannschaften der höchsten Spielklasse ausgeschaltet hatte, versprach Émile Vrand, Schütze eines Hattricks im Halbfinale: „Das Kind, das ich [sic!] erwarte, wird sein erstes Bad in der Pokalschüssel nehmen.“ Auch mit dem Aufstieg seiner Elf in die Division 1 klappte es in dieser Saison nicht …